# Szábit ibn Kurra
Abu l-Haszan Szábit ibn Kurra al-Harráni (arab betűkkel أبو الحسن ثابت بن قرة الحراني – Abū l-Ḥasan Ṯābit ibn Qurra al-Ḥarrānī; Harrán, 826 k. – Bagdad, 901. február 19.) szír származású középkori muszlim tudós, műfordító, matematikus, csillagász, asztrológus és történetíró volt.

## Élete
Harránban született, szábeus családban, és pénzváltóként tevékenykedett. Korának híres matematikuscsaládja, a Banu Músza figyelt fel tehetségére, így Bagdadba vitték, ahol matematikát, asztrológiát és filozófiát tanult az iskolájukban, amelyet később ő vezetett tovább. Tudósként élete végére olyan nagy tekintélyre tett szert, hogy al-Mutadid kalifa (892–902) őt kérte fel uralkodása történetének megírására. Később számos családtagja, köztük fiai és unokái is a nyomdokaiba léptek, és híres tudósok lettek (egyik unokája, Ibráhím ibn Szinán matematikusként, egy másik, Szábit ibn Szinán pedig történetíróként szerzett hírnevet).

## Munkássága
Szábit ibn Kurra fordítóként és szerzőként is jelentős eredményeket ért el. Arabra fordította Arkhimédész munkáját a gömbről és a hengerről, Apollóniosz kúpszeletekkel foglalkozó műveinek ötödik, hatodik és hetedik könyvét, valamint Geraszai Nikomakhosz Bevezetés a számelméletbe című művét, emellett mások fordításait is kiigazította (pl. Eukleidész Elemek című művének, illetve Klaudiosz Ptolemaiosz Almagesztjének fordítását).
Önálló műveinek számát a középkori bibliográfusok 150-re tették. A matematika terén a geometria, a számelmélet és a geometrikus algebra területei foglalkoztatták, sokat foglalkozott az infinitezimális (végtelenül kis) számokkal. Nevéhez fűződik az első, barátságos számok kiszámítására vonatkozó tétel megalkotása. A csillagászat tárgykörében alapvetően az elméleti, vagy matematikai asztronómiát művelte. Emellett orvostudományi, statikai és történeti műveket is alkotott. Számos könyve, köztük a kalifai felkérésre írt történeti munka, nem maradt fenn.